# Faxe Ladeplads
Faxe Ladeplads (antes Fakse Ladeplads y Hylleholt) es una localidad danesa en la costa sureste de Selandia. Pertenece al municipio de Faxe y tiene 2.874 habitantes en 2013.
Faxe Ladeplads se encuentra a 5 km al sureste de Faxe, rodeada de zonas boscosas y con una amplia playa en el Mar Báltico. Es una ciudad con puerto industrial, pesquero y deportivo. 

## Historia

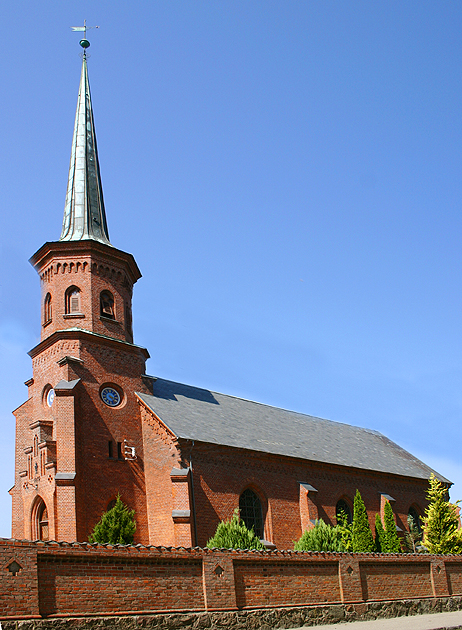
Iglesia de Hylleholt, en Faxe Ladeplads.

Faxe Ladeplads fue originalmente una pequeña aldea llamada Hylleholt. Su nombre cambió cuando entre 1862 y 1864 el convento Vemmetofte y la granja Bregentved, que eran copropietarios de la cantera de Faxe, construyeron un puerto que serviría de salida a la producción de caliza. En 1866 ambas localidades quedaron conectadas por tren. La palabra ladeplads significa en danés "lugar de carga" y se aplica para localidades que sirven de puerto a ciudades de interior. El desarrollo posterior e la localidad se debió casi por entero a sus actividades portuarias. En 1879 se inauguró la Østbanen, que conectó Faxe Ladeplads con Rødvig y Køge.
Faxe Ladeplads fue la capital del municipio de Hylleholt entre 1902 y 1968, cuando se separó del municipio de Faxe, pero ese último año volvió a integrarse.

## Cultura
La iglesia de Hylleholt es el templo luterano de la localidad y lleva el nombre antiguo de ésta. Fue construido por el arquitecto Johan Th. Zeltner entre 1875 y 1878 en estilo neogótico con ladrillos, con una sola torre de 34 m de altura en el oeste. El altar es un tríptico neogótico con pinturas modernas de la artista Maja Lise Engelhardt.
La localidad atrae cierto turismo por su extensa playa, sus bosques y su puerto deportivo. Feddet Camping, al sureste de Faxe Ladeplads, es una estación turística con el mayor sitio de acampada del país.